# Roksana Zasina
Roksana Zasina (Łódź, 21 agosto 1988) è una lottatrice polacca, specializzata nella lotta libera.

## Palmarès
- Mondiali

Parigi 2017: bronzo nei 53 kg.
- Europei

Tiflis 2013: oro nei 4l51 kg.
Riga 2016: bronzo nei 55 kg.
Kaspijsk 2018: argento nei 55 kg.
Varsavia 2021: argento nei 55 kg.
- Giochi europei

Baku 2015: argento nei 53 kg.